# Morte (Castlevania)
La Morte (デス?, Desu), qualche volta chiamato in Giappone come il Dio della Morte (死神?, Shinigami) e con il nome in versione inglese Death, è l'antagonista secondario dell'intera serie di videogiochi Castlevania. È la personificazione della morte, ovvero uno scheletro avvolto in un mantello nero che brandisce una falce, ed è uno dei più fedeli servitori del Conte Dracula, per questo motivo appare in quasi tutti i giochi della serie come penultimo boss nel livello chiamato Torre dell'Orologio.
Come specificato nella prima serie animata, il personaggio non è la morte incarnata ma è semplicemente un demone più sadico, malvagio, temuto, minaccioso, vile, astuto, pericoloso, egocentrico, manipolativo, intelligente, potentissimo, violento, sanguinario, distruttivo, meschino, egoista, scortese, freddo, distaccato, crudele e senza cuore che usa la Morte come appellativo per scatenare la fine dei mondi. La Morte è apparso anche nella serie reboot, intitolato Castlevania: Lords of Shadow, in cui viene chiamato Zobek (ゾベック?, Zobekku).

## Storia

### Castlevania: Lament of Innocence
Quando Mathias Cronqvist si impadronì della Pietra Cremisi, un'entità gli parve innanzi: quest'essere era la Morte in persona, una creatura nata dal Caos e che giurava fedeltà al padrone della pietra. Mathias, nel suo piano per impadronirsi dell'anima del Signore dei vampiri Walter Bernhard, gli asservì il suo nuovo alleato facendogli credere che la sua Pietra Ebano lo avrebbe protetto dalla morte. Quando però Walter fu sconfitto da Leon Belmont, la Morte non fece niente per aiutarlo, lasciando che Mathias utilizzasse la Pietra Cremisi per assorbire l'anima del vampiro e diventarlo lui stesso. Quando Leon cercò di fermare il suo vecchio amico, Mathias si dileguò, lasciando la Morte a occuparsi di lui. Da allora la Morte fu il braccio destro e il più fedele tra i servitori dell'uomo divenuto il vampiro Dracula.

### Castlevania: Curse of Darkness
Dopo che Trevor C. Belmont ebbe sconfitto Dracula, il conte invocò una maledizione su tutta l'Europa, facendo in modo che la corruzione generatasi avrebbe portato alla sua risurrezione. Per accelerare il processo, la Morte si travestì come un misterioso sacerdote di nome Zead, e incontrò Hector, l'ex-Forgiatore Diabolico al servizio di Dracula, in cerca di vendetta contro il suo apprendista Isaac per avergli ucciso la compagna Rosaly. Come Zead, la Morte si unì a Hector per aiutarlo nella sua vendetta quando in realtà voleva utilizzarlo come nuovo corpo per il suo padrone. Tuttavia, il suo travestimento non ingannò il viaggiatore del tempo Saint Germain, che però, a un passo dallo sconfiggerlo, venne ingannato e imprigionato nella Torre dell'Orologio finche Hector non riuscì a sconfiggere il sacerdote. Nel Castlevania, Hector riuscì a sconfiggere Isaac, ma non cadde preda della maledizione. A quel punto la Morte gettò via il suo travestimento e rivelò al Forgiatore Diabolico il suo piano di resurrezione di Dracula, utilizzando però il cadavere di Isaac date le circostanze. Prima di affrontare il suo vecchio padrone, Hector impegnò la Morte in un combattimento dal quale ne uscì vincitore.

### Castlevania: Harmony of Dissonance
La Morte vagò per il Castlevania in cerca del suo padrone, scoprendo che quando Maxim Kischine trovò e volle distruggere i resti di Dracula come fece Simon Belmont il suo corpo divenne il recipiente dello spirito del conte, scindendo lo stesso Castlevania in due castelli: uno sul piano materiale e l'altro su quello spirituale. La morte cercò quindi di impedire a Juste Belmont di trovare l'amico e liberarlo dal controllo di Dracula. Quando Juste liberò l'amica d'infanzia di lui e Maxim, Lydie Erlanger, la Morte rapì la ragazza con l'intenzione di ucciderla e permettere a Dracula di rinascere completamente nel corpo di Maxim, ma venne raggiunto di nuovo da Juste e fermato prima che ciò avvenisse.

### Castlevania: Symphony of the Night
Dopo la sconfitta di Dracula ad opera di Richter Belmont avvenuta nel 1792, a causa di un incantesimo del sacerdote oscuro Shaft Richter rimase all'interno del Castlevania finché non ricomparve cinque anni più tardi, nel 1797. Morte attese chi avesse avuto il coraggio di entrare nel castello per fermare l'imminente resurrezione di Dracula, non sospettando che quella persona fu Alucard, il figlio del suo signore. Morte cercò di convincere Alucard a ritornare dalla parte del padre, ma al rifiuto di questi rubò tutta la sua attrezzatura disperdendola nel castello. Più tardi Morte rincontrò Alucard, dimostrandosi questa volta non troppo benevolo, e cercò di eliminarlo finendo però sconfitto.

### Castlevania Judgment
Morte finì in una frattura dimensionale dove fu avvicinato da Aeon, un viaggiatore del tempo in cerca di un prescelto per riparare il danno e sconfiggerne l'artefice. Morte accettò la proposta pur di difendere il suo padrone Dracula, e durante questa avventura si scontrò con tre eroi che erano riusciti a sconfiggerlo: Cornell, Simon Belmont e Alucard. Richiamato da Aeon, Morte lo affrontò per poter passare verso la porta che lo condurrà al suo ultimo nemico: il Mietitore del tempo, un servo del demone Galamoth proveniente da diecimila anni del futuro, che cerca di distruggere quest'era per permettere al suo padrone di regnare sul trono di Dracula. Morte notò in modo oltraggioso che il suo ultimo nemico gli somigliava tanto nell'aspetto quanto nel suo ruolo e così lo sconfisse, salvando la sua era insieme alla vita del suo signore.

### Castlevania: Order of Ecclesia
Morte fa la sua unica apparizione nella Torre dell'Orologio, nella quale cerca di impedire a Shanoa di assorbire uno dei tre Glifi che le permetterebbe di entrare nel dominio di Dracula.

### Castlevania: Portrait of Ruin
Morte continuò di nuovo a vagare nel Castlevania alla ricerca del suo signore. Tuttavia, quando si imbatté in Jonathan Morris e Charlotte Aulin, venne a conoscenza di un intruso, Brauner, che era diventato il signore del castello al posto di Dracula. Morte, inizialmente, affermò che nessuno, tranne Dracula, potesse controllare il castello, e quindi non provò nemmeno a combattere i due, accennando anche a una possibile alleanza per uccidere l'usurpatore, anche se con diversi obiettivi in mente. Tuttavia la sua offerta venne respinta e fu affrontato nella Torre dell'orologio del castello; sconfitto lasciò la battaglia, dicendo che aveva altri affari da gestire. Dopo che Jonathan e Charlotte sconfissero Brauner, la Morte si materializzò e diede il colpo di grazia all'usurpatore con la sua falce, sciogliendo l'ultimo sigillo che imprigionava Dracula. Per la prima volta Morte combatté a fianco al suo padrone contro Jonathan e Charlotte. Quando la vita di Morte o Dracula finisce, il primo decide di sacrificarsi per permettere a Dracula di assorbire il suo potere provocandogli una terribile trasformazione.

### Castlevania: Aria of SorroweCastlevania: Dawn of Sorrow
Dopo la sconfitta finale di Dracula nel 1999, Morte rimase insieme al Castlevania prigioniero in un'eclissi solare. Quando un ragazzo di nome Soma Cruz venne richiamato nel castello nel 2035, si imbatté nell'entità e riuscì a sconfiggerlo. La stessa cosa sarebbe successa un anno dopo nel castello di Celia Fortner.

### Castlevania: Lords of Shadow
In questo reboot il ruolo di Morte viene preso da Zobek, uno dei tre Signori dell'Ombra. In origine Zobek era il più anziano dei tre membri fondatori della Confraternita della Luce, assieme a Cornell e Carmilla. Quando i tre andarono in altrettanti luoghi sacri in cui fecero un rituale che li elevò ad esseri spirituali secondi solo a Dio, i loro corpi vennero abbandonati e ricoperti dall'oscurità creando i Signori dell'Ombra; Zobek divenne il Signore Oscuro dei Negromanti, un essere crudele che era ritenuto la morte in persona. Stanco del fatto che Cornell e Carmilla non volevano accettare la sua proposta di unire i loro poteri per dominare il mondo, Zobek cominciò a sondare le profondità dell'Inferno stesso nel trovare incantesimi oscuri sempre più potenti che lo resero più forte di quanto non lo fosse mai stato. A un certo punto incontrò Satana in persona, il quale gli diede la Maschera del Diavolo, un artefatto oscuro contrapposto alla Maschera di Dio, della quale Zobek possedeva un frammento. La maschera aumentò il suo sapere nelle arti oscure dandogli finalmente le capacità di attuare il suo piano: lanciò un incantesimo che separò la Terra dai cieli, permettendo alle creature del male di imperversare per il mondo; ovviamente, Zobek sapeva che le controparti luminose dei Signori dell'Ombra non sarebbero stati a guardare, così si infiltrò nella Confraternita della Luce come un vecchio guerriero veterano, discendente di uno dei tre membri fondatori. Quando seppe di una profezia secondo cui un uomo sarebbe riuscito a sconfiggere i Signori dell'Ombra, prendere il loro potere e salvare il mondo, Zobek vide il prescelto in un uomo di nome Gabriel Belmont. Utilizzando la Maschera del Diavolo, Zobek fece uccidere a Gabriel sua moglie Marie. Armato con una forte determinazione nel vendicare la moglie (credendo che fosse stata una creatura delle tenebre a ucciderla) Gabriel si mise in viaggio e incontrò Zobek che lo salvò da uno dei pochi Titani di Agartha. Quando Marie apparve al marito nel Lago dell'oblio, Zobek temeva che il suo piano sarebbe andato in fumo, ma Marie non disse nulla, forse fiduciosa nella profezia dei tre membri fondatori. A questo punto Gabriel si diresse verso la Terra dei Lycan dove avrebbe affrontato Cornell, mentre Zobek si sarebbe diretto verso la Terra dei Vampiri; in realtà Zobek seguiva Gabriel nel suo viaggio, e quando il guerriero incontrò l'ultima Agarthiana, una ragazza muta di nome Claudia, insieme al suo golem, il Cavaliere Nero, Zobek vide una possibilità per fermare Gabriel quando sarebbe stato il momento opportuno: il Cavaliere Nero era stato creato con la magia dell'ombra, e Zobek fece uccidere Claudia a Gabriel utilizzando di nuovo la Maschera del Diavolo, permettendogli di sconfiggere il Cavaliere Nero e prendere possesso del suo guanto d'arme. Dopo aver sconfitto Cornell, Gabriel, come da accordo, rincontrò Zobek nel Villaggio Wygol, ormai alla mercé dei Vampiri a causa dell'abate Vincent Dorin, che si era rintanato nell'abbazia con l'unica reliquia che poteva tenerli lontani. Dopo aver superato le varie trappole dell'abbate, Gabriel e Zobek lo trovarono e gli sottrassero la reliquia, lasciandolo poi ai vampiri. Dopo che Gabriel uccise Carmilla e attraversò la Terra dei Negromanti, scontrandosi con i diversi servitori di Zobek, tra i quali un gigantesco Dracolich, e ricompose con l'ultimo frammento la Maschera di Dio, il Signore dei Negromanti si rivelò per quello che era veramente e immobilizzò Gabriel grazie al guanto d'arme del Cavaliere Nero che reagiva alla sua magia. Zobek gli spiegò con ironia e sarcasmo il suo piano di dominio, rivelando anche la verità sulla morte di Marie, poi colpì mortalmente Gabriel e gli sottrasse la Maschera di Dio. Proprio mentre si pregustava la sua vittoria, Satana apparve e lo arse vivo, rivelando che quanto era accaduto era stato orchestrato da lui per permettergli di vendicarsi di Dio. Zobek, però, sopravvisse, in quanto al suo posto c'era soltanto la Maschera del Diavolo.

### Castlevania: Lords of Shadow - Mirror of Fate
Zobek rimase nascosto nel regno dei morti in quanto il suo vecchio amico Gabriel Belmont, secondo una parte della profezia non rivelata, era diventato Dracul, il Principe delle Tenebre, il nuovo sovrano delle forze oscure. Zobek però sapeva che Dracul era vulnerabile alle armi benedette come la sua vecchia Ammazzavampiri, ma non riuscì a trovarla. Per rimediare, inviò uno dei suoi negromanti a recuperare la Croce da combattimento di Trevor Belmont, figlio di Gabriel, ucciso da lui stesso e che custodiva la sua arma nel Castlevania. Il negromante venne però ostacolato da Simon Belmont, figlio di Trevor e nipote di Dracul, il quale anche lui cercava la suddetta arma per uccidere il Principe delle Tenebre.

### Castlevania: Lords of Shadow 2
Quando seppe che Dracul era stato sconfitto dalla Confraternita della Luce, Zobek ritornò sulla Terra, solo per scoprire che anche Satana sarebbe prima o poi tornato. Nella speranza che il suo vecchio rivale fosse ancora vivo, Zobek rimase sul sito dove sorgeva il Castlevania, che sarebbe divenuto le fondamenta dell'omonima città, affiancato da un suo servitore tanto misterioso quanto impareggiabile guerriero. Col passare del tempo, Zobek divenne un ricco uomo d'affari che si cimentò in varie opere di beneficio per farsi amare e rispettare dalla gente; in realtà era solo un primo passo verso il suo vecchio piano di conquista del mondo. Una notte sentì un'energia molto familiare in una cattedrale della città. Credendo che Dracul fosse di nuovo ritornato, Zobek inviò il suo servitore a recuperarlo. Il servitore, però, venne ucciso da Alucard, la cui vera identità era Trevor Belmont, il quale indossò la sua armatura e prese il suo posto per attuare un piano che lui e Dracul avevano creato per sbarazzarsi di Zobek e Satana e mettere fine alla vita immortale del padre.
Nel filmato finale del primo capitolo, Zobek raggiunse la cattedrale dove trovò il suo vecchio amico in una sala nascosta situata dall'altra parte del rosone dell'edificio. Gli chiese di aiutarlo a sconfiggere i discepoli di Satana che volevano farlo ritornare sulla Terra per causarne la fine totale. Dracul, memore dei trascorsi con il suo vecchio nemico, lo attaccò, ma Zobek riuscì a respingerlo verso l'esterno, sulla strada urbana nel bel mezzo del traffico cittadino. Zobek gli promise che in cambio della sua collaborazione lo avrebbe liberato dalla sua immortalità. Dracul, mosso dalle parole di Zobek, svanì.
Non appena Dracul si riprese, Zobek mandò il suo luogotenente (in realtà Alucard) a prenderlo, il quale lo salvò dall'attacco di un demone. Zobek utilizzò una famiglia come vittime per far riprendere a Dracul le forze, e gli ripropose di nuovo il suo patto di liberarlo dalla sua condizione immortale in cambio della sua collaborazione contro i discepoli di Satana, mostrandogli la recuperata Ammazzavampiri. Il loro primo bersaglio fu Raisa Volkova, che però non riconobbero subito come una dei figli di Satana fino a quando non le iniettarono un antidoto contro un gas virale da lei creato che trasformava le persone in demoni mutanti. Raisa riprese le sue vere sembianze e, per impedire che gli altri discepoli avvertissero la sua presenza, Zobek erse una barriera mentre Dracul la eliminò. Sconfitto anche il secondo discepolo, Nergal Meslamsta, Zobek indirizzò Dracul e il suo luogotenente dall'ultimo, il falso cardinale Guido Szandor, il quale ebbe il compito di evocare Satana in un posto prestabilito. Quando però Alucard fece riavere al padre tutti i suoi ricordi, Zobek scoprì tutto e, teletrasportatosi, cominciò un regolamento di conti con il suo vecchio rivale, rivelando la sua vera forma: la Morte in persona. Alla fine, Dracul trafisse Zobek con la Spada del Vuoto, il quale, riconoscendo l'ironia della situazione, accettò la sua morte.

## Aspetto e personalità
In tutte le sue apparizione Morte è sempre apparso con la classica figura del Tristo Mietitore: uno scheletro avvolto in un mantello nero con un cappuccio e armato di una falce. In Lament of Innocence presenta solo la parte superiore del corpo mentre il mantello è rosso. In Curse of Darkness, quando prende le sembianze di Zead, si presenta come un sacerdote calvo completamente vestito di nero, mentre nelle sue vere sembianze diventa uno scheletro rivestito da una pelle cinerea, con vari segni rossi sul cranio, e vestito con un lungo abito nero e rosso. In Portrait of Ruin è simile a Lament of Innocence ma il mantello è dotato di un collare e un grosso colletto viola. In Judgment assomiglia molto a un automa con varie parti scheletriche, e al posto della mano sinistra presenta un uncino; la faccia sembrerebbe più una maschera che copre il vero volto, simile a quello umano. Nella serie Lords of Shadow il personaggio di Zobek si presenta come un vecchio uomo con barba e capelli bianchi, inizialmente vestito con una vecchia uniforme della Confraternita della Luce, mentre nella sua vera forma come Signore Oscuro dei Negromanti indossa un lungo telo nero, le mani e i piedi sono fasciati e le unghie nere diventano esageratemente lunghe e storte. Con le sembianze della Morte il corpo diventa più grosso e corazzato, con un velo strappato sotto e vari spunzoni dietro il collo e un cranio piccolo per le sue dimensioni. Morte è completamente fedele a Dracula e farebbe di tutto per proteggerlo o assicurare la sua resurrezione. Durante il periodo in cui il suo padrone non c'è diviene un freddo calcolatore e manipolatore, spesso utilizzando i protagonisti indirettamente o involontariamente per aiutarlo nella risurrezione del suo signore. Nonostante riconosca Alucard come figlio di Dracula, Morte non esita a combattere contro di lui in quanto la sua fedeltà è rivolta unicamente a Dracula: questo viene visto in modo più esplicito in Portrait of Ruin, dove Morte lascia che Dracula lo assorba per diventare più potente.

## Poteri e abilità
Essendo l'entità che controlla la vita e la morte di tutti gli esseri viventi, Morte è dotato oltre che della caratteristica falce anche di una padronanza delle arti oscure seconda solo a Dracula, in particolare la negromanzia, che gli permette di resuscitare i corpi dei morti. Nel reboot, come Zobek è un formidabile spadaccino che, nonostante l'età, è dotato di una forza considerevole, mentre come Signore dei Negromanti ha un vasto repertorio di incantesimi oscuri, il più caratteristico è sempre la negromanzia, con la quale è in grado di avere un'armata di non-morti virtualmente infinita. Come la Morte dispone di una falce con un'asta simile a una colonna vertebrale spinata e snodabile che padroneggia con incredibile maestria.
Molto spesso, Morte possiede 4444 punti vita oppure 4444 punti esperienza, questo perché il numero 4, nella cultura asiatica, è spesso associato al concetto di morte per via della stessa pronuncia di "quattro" e "morte".